# 石川縣西田幾多郎紀念哲學館
石川縣西田幾多郎紀念哲學館（日语：／ Ishikawa ken Nishida Kitarō kinen tetsugaku-kan），位於日本石川縣河北市，是與在當地出生的西田幾多郎相關的文化建築。紀念哲學館藏有一個登錄有形文化財，其建築由安藤忠雄設計。

## 概要
為彰顯出生於加賀国河北郡森村（今石川縣河北市森）的西田幾多郎對於促進哲学的傳播和啟蒙的貢獻，紀念哲學館於2002年（平成14年）在當時的宇野氣町設立。2004年（平成16年）市町村合併後，紀念哲學館由河北市繼續營運。

## 建築
紀念哲學館的建築由安藤忠雄設計。紀念哲學館面向日本海，鄰近内灘砂丘，丘陵地帶的斜坡上有一個寬而長的樓梯花園，立於丘陵上的館舍為以玻璃建成的封閉式建築。紀念哲學館的建築於2002年（平成14年）石川縣的「第9回石川景觀大賞」中獲獎。
紀念哲學館建築總建築面積2,952平方米。紀念哲學館曾經進行大規模改装，並於2015年（平成27年）3月21日重開。

## 文化財

### 登錄有形文化財
西田幾多郎在1923年（大正12年）於京都市建成了一座西式客房，於1974年（昭和49年）拆卸，而其書齋「骨清窟」（こっせいくつ）在拆卸後移至舊西田紀念館。書齋於2010年（平成22年）被修復，並遷至現紀念哲學館。西田幾多郎書齋骨清窟於2003年（平成15年）3月18日獲登錄為登錄有形文化財。

### 河北市指定文化財
紀念哲學館藏有西田幾多郎真筆、西田幾多郎原稿、西田幾多郎書簡和西田得登書屏風六面等於1969年（昭和44年）4月1日指定的河北市指定文化財。

## 延伸閱讀
- 上杉知行. . 一燈園燈影舍（日语：燈影舎）. 1988.

## 外部連結
- 石川縣西田幾多郎紀念哲學館官方網站 （页面存档备份，存于）